# Cyclosorus attenuatus
Cyclosorus attenuatus är en kärrbräkenväxtart som beskrevs av Ren-Chang Ching och Shing. Cyclosorus attenuatus ingår i släktet Cyclosorus och familjen Thelypteridaceae. Inga underarter finns listade.